# Lisa Banta
Lisa Banta (* 29. Mai 1979 in Peguaneck, New Jersey) ist eine US-amerikanische Goalballspielerin und Leichtathletin.

## Karriere
Banta kam auf Drängen der New Jersey’s Association of Blind Athletes mit der Sportart Goalball in Berührung. Banta wurde damit gelockt, dass sie auch weiter Diskuswerfen könne. 2000 gehörte sie in Sydney erstmals der Frauen Goalballmannschaft der Vereinigten Staaten an. Bei den vorherigen Spielen war sie als Ersatzfrau vorgesehen gewesen. In Sydney erreichte ihre Mannschaft den sechsten Platz. Daneben gewann Banta als Diskuswerferin zweimal Silber. Vier Jahre später 2004 in Athen gewann sie mit ihrer Mannschaft ihre nächste Silbermedaille. Banta war vor diesen Spielen unter den ersten Behindertensportlern gewesen, die im US-amerikanischen Olympischen Trainings Center in Colorado Springs trainieren durften.
2008 in Peking konnte sie zusammen mit Frauen Goalballmannschaft ihre erste paralympische Goldmedaille gewinnen.
Neben den Paralympischen Spielen nahm sie auch an verschiedenen anderen internationalen Wettbewerben und nationale Meisterschaften teil. Auch dort konnte sie gut abschneiden und mehrere Medaillen gewinnen. In der Disziplin Diskuswurf konnte sie in der Wertung B2 einen Landesrekord aufstellen.

## Erfolge
Nationale Meisterschaften
- 1996 USABA National Goalball Championships: Gold
- 1997 USABA National Track and Field Championships: Gold (Diskuswurf)
- 1998 USABA National Track and Field Championships: Gold (Diskuswurf)

Weltmeisterschaften
- 1998 IBSA World Championships: Bronze (Goalball)
- 2002 IBSA World Championships: Gold (Goalball)
- 2006 IBSA World Championships: Bronze (Goalball)

Sommer-Paralympics
- 2000 Sydney: Silber (B2 Diskuswurf)
- 2000 Sydney: Silber (F12 Diskuswurf)
- 2004 Athen: Silber (Goalball)
- 2008 Peking: Gold (Goalball)

Andere Internationale Wettbewerbe
- 1999 IBSA Pan American Games: Gold (Speerwurf)
- 1999 IBSA Pan American Games: Silber (Kugelstoßen)
- 1999 IBSA Pan American Games: Silber (Diskuswurf)
- 2001 IBSA Pan American Games: Gold (Goalball)
- 2001 IBSA Pan American Games: Gold (Diskuswurf)
- 2005 Pan American Games: Gold (Goalball)